# Cerkiew Opieki Matki Bożej w Kijowie (rejon sołomiański)
Cerkiew Opieki Matki Bożej (ukr. Покровська церква) – prawosławna parafialna cerkiew w Kijowie, w rejonie sołomiańskim, w jurysdykcji Kościoła Prawosławnego Ukrainy.

## Historia
Budowa cerkwi rozpoczęła się w 1895 r. Inicjatorem wzniesienia obiektu był prezydent miasta Kijowa Stiepan Solski, który chciał w ten sposób uczcić pamięć metropolity kijowskiego Platona, zmarłego w 1891 r. w dniu święta Opieki Matki Bożej. Stąd potocznie cerkiew nazywana była też Płatonowską. Autorem projektu świątyni był Ippolit Nikołajew. Środki na budowę obiektu zbierał komitet kierowany przez fabrykanta Jakowa Bernera, który też osobiście przekazał na ten cel 25 000 cegieł i 2000 rubli. Ostatecznie komitet zgromadził na cel budowy cerkwi 35 tys. rubli. Przy cerkwi od początku jej istnienia działała szkoła cerkiewno-parafialna, oddana do użytku jeszcze przed poświęceniem budowli sakralnej. Budowla została wyświęcona w 1897 r.
Początkowo cerkiew miała tylko jeden ołtarz. W 1906 r. parafia  wystąpiła z prośbą o zgodę na rozbudowę obiektu. Cerkiew Opieki Matki Bożej była jedyną świątynią prawosławną w historycznej dzielnicy Sołomianka, a liczba parafian w pierwszej dekadzie XX w. przekraczała 2500 osób. W latach 1907–1914 według projektu Konstantina Srokowskiego cerkiew powiększono o dwa boczne ołtarze: Świętych Niewiast Niosących Wonności od północy i św. Platona Wyznawcy od południa (ołtarz wyświęcony dopiero w 1916 r.). 
Świątynia pozostała czynna do lat 30. XX wieku. W 1939 r., w ramach antyreligijnej polityki władz radzieckich, budynek został odebrany cerkwi i zaadaptowany na szwalnię. Rozebrano wówczas cerkiewne kopuły, przetopiono dzwony, zniszczono dzwonnicę. Świątynia została ponownie przekazana do użytku liturgicznego w 1941 r., podczas niemieckiej okupacji Kijowa. Pozostała czynna również po wojnie. W latach 50. XX wieku, gdy władze radzieckie ponownie wystąpiły przeciwko cerkwi, władze Kijowa rozważały możliwość zamknięcia soboru św. Włodzimierza, katedry eparchii kijowskiej, i doprowadzenia do tego, by soborem katedralnym została właśnie cerkiew Opieki Matki Bożej, jako oddalona od centrum miasta. Ostatecznie do realizacji tych planów nie doszło. Na początku XXI w. została gruntownie odremontowana, a kopuły cerkiewne odbudowano w ich pierwotnej postaci. 
W 1992 r. świątynię, dotąd funkcjonującą w strukturach eparchii kijowskiej Rosyjskiego Kościoła Prawosławnego, a potem Ukraińskiego Kościoła Prawosławnego Patriarchatu Moskiewskiego, przejęli nacjonaliści z UNA-UNSO, wskutek czego w kolejnych dekadach miejscowa parafia uznawała zwierzchność Ukraińskiego Kościoła Prawosławnego Patriarchatu Kijowskiego. W 2018 r. razem z całym patriarchatem przystąpiła do Kościoła Prawosławnego Ukrainy.

## Architektura
Cerkiew reprezentuje styl neorosyjski. Została zbudowana z cegły, zwieńczona pięcioma kopułami (największą centralną i czterema mniejszymi w narożnikach). Kamienny ikonostas we wnętrzu budynku zaprojektował również Ippolit Nikołajew. W swojej pierwotnej postaci (przed rozbudową) była wzniesiona na planie zbliżonym do krzyża greckiego, z przedsionkami o wysokości połowy wysokości nawy cerkiewnej. Po rozbudowie cerkiew stała się budowlą z trzema pomieszczeniami ołtarzowymi i rozbudowaną częścią zachodnią, a wszystkie części cerkwi osiągnęły równą wysokość. Od południa do budynku dobudowano trójkondygnacyjną dzwonnicę zwieńczoną dachem hełmowym.   
Na murze świątyni znajduje się tablica pamiątkowa upamiętniająca Wasyla Łypkowskiego, proboszcza miejscowej parafii w latach 1905–1919, ukraińskiego działacza narodowego i współtwórcę Ukraińskiego Autokefalicznego Kościoła Prawosławnego.   